# Božidar Jovanović
Božidar Jovanović, črnogorski general, * 1919, † julij 1998.

## Življenjepis
Leta 1941 je vstopil v NOVJ in naslednje leto je postal član KPJ; med vojno je bil poveljnik več enot.
Po vojni je končal VVA JLA in Vojno šolo JLA; med drugim je bil vojaški ataše v Turčiji in načelnik Kabineta zveznega sekretarja za ljudsko obrambo SFRJ.